# Iona (Île-du-Prince-Édouard)
Pour les articles homonymes, voir Iona.
Iona est une communauté dans le comté de Queens de l'Île-du-Prince-Édouard, Canada, au sud-ouest de Montague.